# 湖南耒水鉈污染事件
北京時間2025年3月16日，中華人民共和國湖南省耒水發生鉈污染事件。事件發生在湖南省郴州市與衡陽市交界處的耒水河段，影響範圍跨越兩市。據當局稱，污染源被確定為位於郴州市蘇仙區的良田水泥廠，該廠在拆除舊生產線窯爐時，含有鉈的灰塵洩漏，並被雨水沖刷進入水體。雨水將這些灰塵通過工廠的排水系統帶入河流，引發污染。
事件發生後，受到中國大陸媒體和輿論關注，主要原因是鉈污染導致耒水下游地區飲用水安全受到威脅。相關部門採取行動，監測到異常的鉈濃度，並啟動緊急響應機制。

## 背景
耒水是湘江流域中最大的一條支流。其為沿途的多個城市，包括郴州市和耒陽市，提供飲用水和其他用水需求。
湖南省作為有色金屬資源大省，一直面臨著重金屬污染問題，其有色金屬產業歷史悠久，這使得該地區在重金屬污染防治方面面臨著長期的壓力。
湘江流域過去也曾出現過鉈污染事件。鉈是一種帶有銀白光澤的重金屬元素，其特性是具有極高的毒性。鉈對人類健康的危害程度非常高，甚至比鉛和汞的毒性還要強烈。由於鉈的鹽類化合物很容易溶解於水中，無色無味。因此鉈有可能透過飲用水進入體內，進而引發鉈中毒情況。
中華人民共和國在《地表水環境質量標準》（GB 8978-1996）和《生活飲用水衛生標準》（GB 5749-2022）中都對地表水和飲用水鉈的含量做出明確的限值規定。2022年，湖南省通過實施防範化解重大生態環境風險隱患的「利劍」行動以及新修訂的湖南省《工業廢水鉈污染物排放標準》（DB43/968-2021），有效控制工業廢水中的鉈排放。結果顯示，湘江流域重點斷面和支流的平均鉈濃度持續下降，與2020年相比下降幅度超過五成。

## 事件
當地時間2025年3月16日晚上20時，耒水郴州市至衡陽市跨市斷面大河灘地表水自動監控站監測到鉈濃度為每升0.13微克/升，按地表水源飲用水鉈濃度指引《地表水環境質量標准》，鉈濃度限值0.1微克/升，被污染的河水鉈濃度超標13倍。而耒水下游各水廠出水鉈濃度維持限值0.1微克/升，未受影響。3月17日0時，因應耒水流域（永興段）出現突發環境事件，永興縣當局啟動了Ⅳ級應急響應機制。為此，郴州市和耒陽市相繼成立處理耒水流域水質異常的應急指揮部，並立即展開應急處置工作，向受污水體投放除鉈劑。在當局進行緊急排查後，初步將污染源指向位於郴州市蘇仙區、經營水泥生產的良田水泥廠。生態環境部即時派遣應急專家團隊趕往當地，就郴州市和衡陽市的應急處置工作給予指導。
事件的直接原因在於該企業拆除舊生產線的窯爐時，未能妥善處理窯爐內積存的含鉈灰塵。這些灰塵受到雨水沖刷後，經由雨水排放口進入外部水體。特別是3月中旬郴州地區遭遇強降雨，將工廠內含有鉈的灰塵通過雨水排放系統沖入廠外的坳山河，隨後經由坳山河匯入郴江河，最終流入耒水，導致耒水遭受鉈污染。

## 後續
截至3月25日，大河灘斷面的鉈濃度持續降低，流域水質已從最初的Ⅳ類（輕度污染）提升至Ⅱ類（優）。生態環境部指出，由於從耒陽水廠到湘江匯合處約有140多公里，且湘江約為耒水六倍的流量，耒水中殘留的鉈濃度預計不會對湘江水質構成威脅。

## 反應
就此事件，湖南省生態環境廳宣佈將實施強化措施，以加強重金屬污染，尤其是鉈的防控工作。這些措施涵蓋擴大涉鉈企業的監管範圍，將水泥窯協同處置企業納入重點監控；並將完善雨水排放口的標準化，要求高風險企業建設初期雨水收集系統。同時，為提升預警能力，將建立跨區域鉈污染預警平台，實現湘江流域水質數據的即時共享。
4月7日，公眾與環境研究中心發表報告，強調此次事件中鉈自動監測系統及時預警的重要性。
生態環境部表示會對涉事企業作出責任認定。